# Josef von Wertheimer

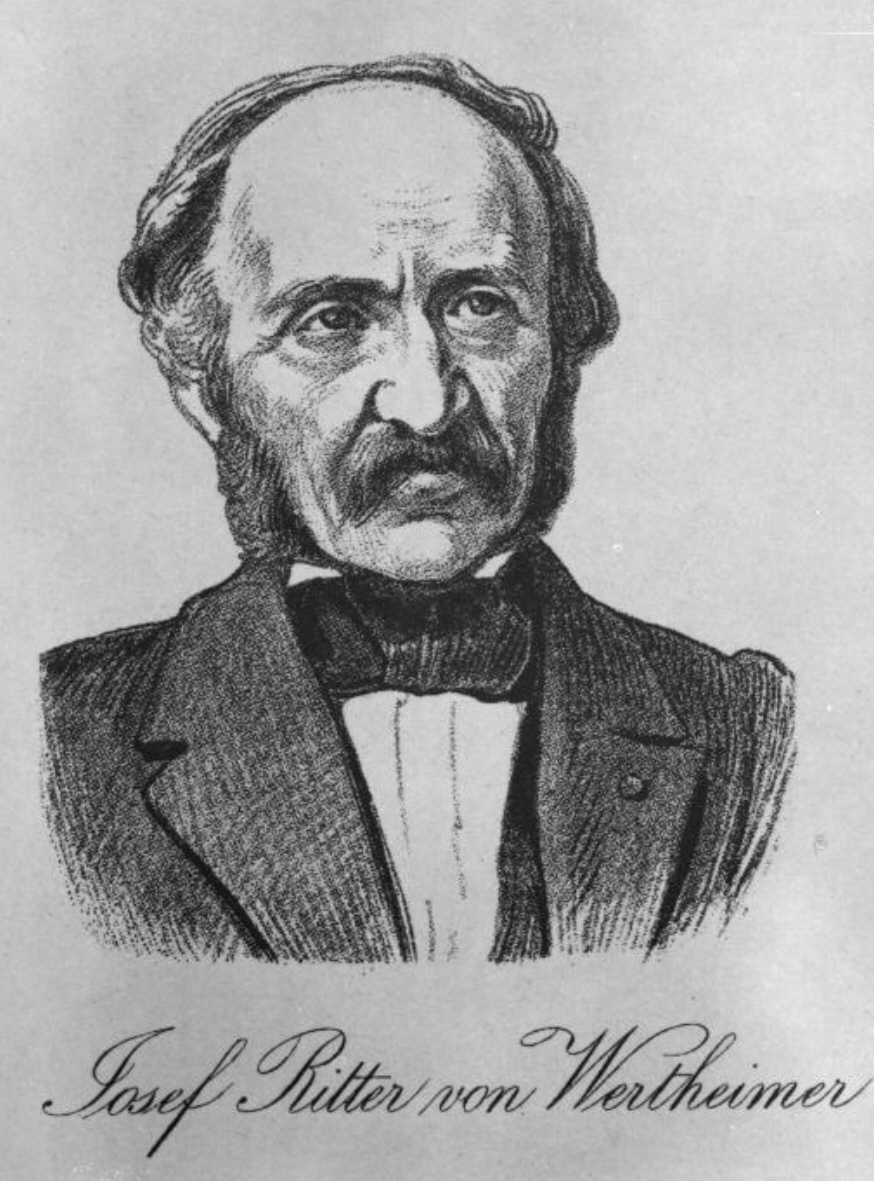
Josef von Wertheimer (1886)

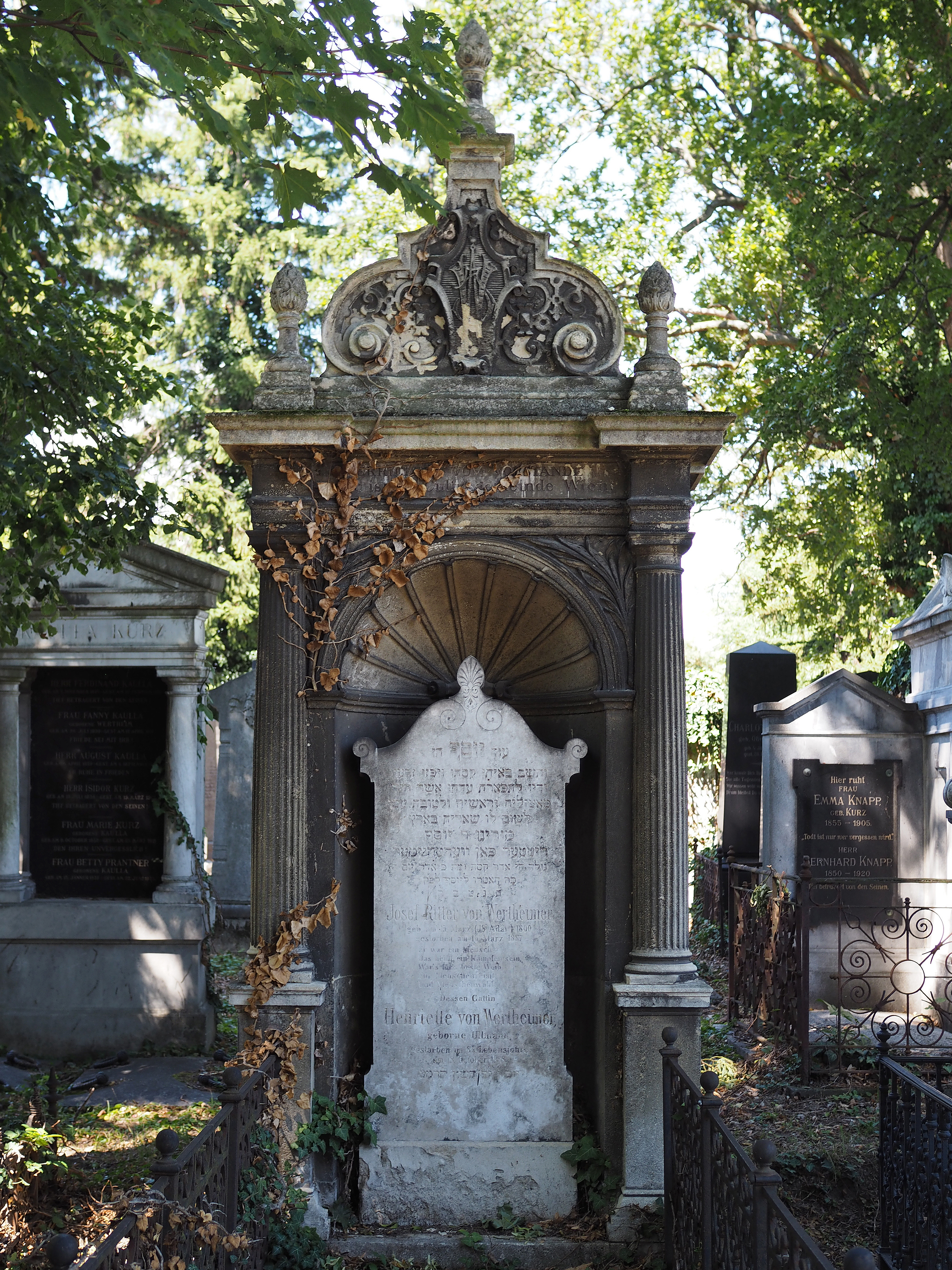
Grab von Josef von Wertheimer auf dem Wiener Zentralfriedhof

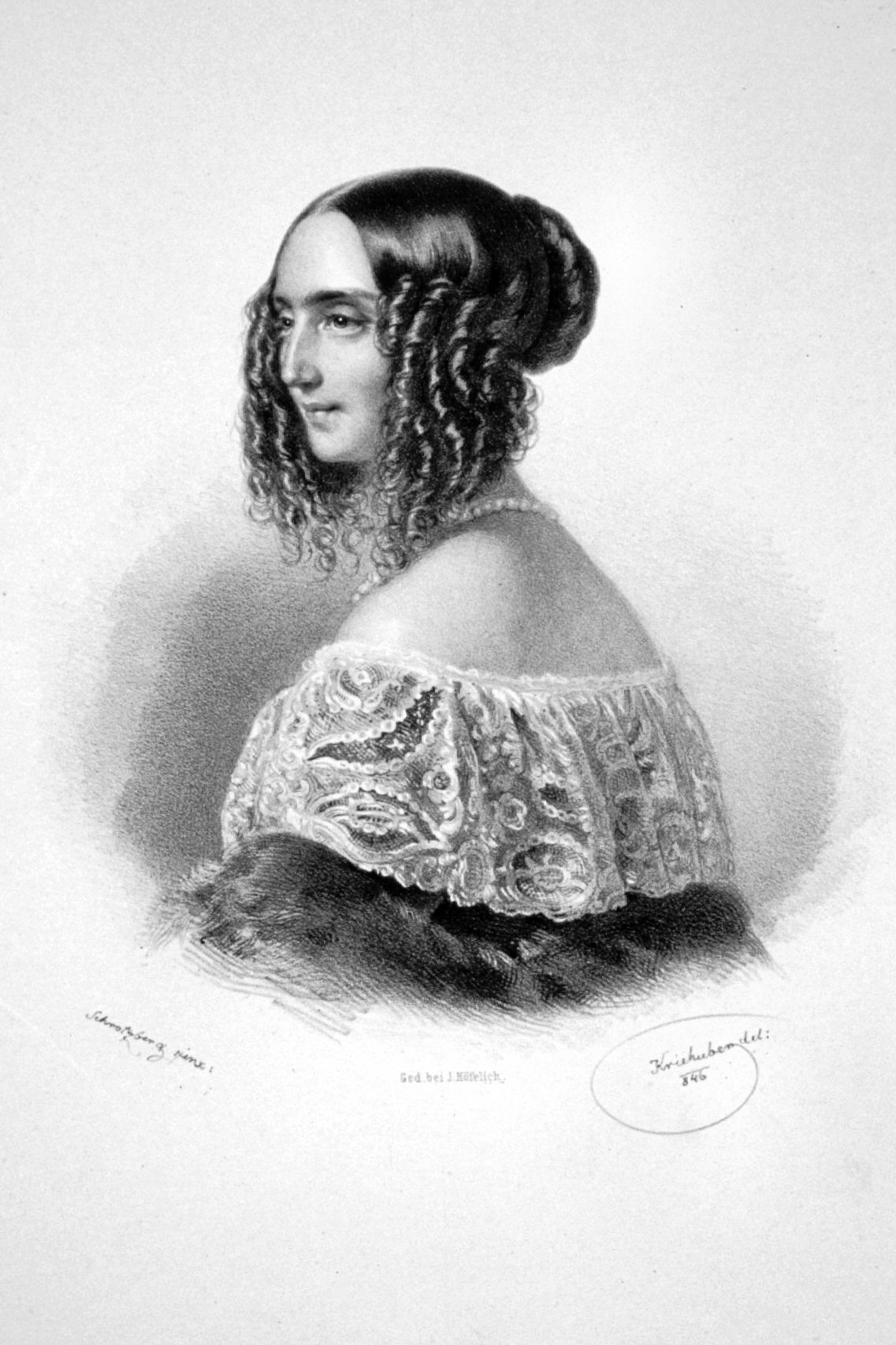
Henriette von Wertheimer, Salonière und Ehefrau von Josef von Wertheimer

Josef Ritter von Wertheimer (auch Joseph, geboren am 15. März 1800 in Wien; gestorben am 16. März 1887 ebenda) war ein österreichischer Philanthrop, Autor und Vorkämpfer der Judenemanzipation in Österreich.

## Leben und Wirken
Wertheimer war der zweite Präsident der Wiener Israelitischen Kultusgemeinde. Er entstammte einer alten und sehr angesehenen Familie. Sein Vater Salomon Josef war ein Freund des Aufklärers Joseph von Sonnenfels, seine Mutter Mirjam (Marianne), verwitwete Itzig, unter anderem verschwägert mit den Wiener Salonnières Fanny von Arnstein und Cäcilie von Eskeles, der Gattin des Bankiers Bernhard von Eskeles. Schon um 1825 hatte sich Wertheimer mit aus England kommenden Methoden der Kleinkindererziehung beschäftigt und dazu einige Schriften verfasst. Am 4. Mai 1830 gründete er zusammen mit dem katholischen Pfarrer Johann Lindner in Wien, anlässlich der Feier des Geburtstages von Kaiser Franz I., die erste Einrichtung für Kinder in noch nicht schulpflichtigem Alter:
Was veranlasste Josef Wertheimer zu diesem Schritt? Ungeachtet dessen, dass er von Samuel Wilderspin, dem Leiter der 'Zentral-Kleinkinderschule' in London, beeinflusst war, stellte er fest, dass in den Armenvierteln in Wien doppelt so viele Kleinkinder starben, verunglückten, verkrüppelt oder krank waren, als in den wohlhabenden Stadtteilen. Der jüdische Kaufmann verglich die Totenlisten von 1824 und 1826, daraus resultiert u. a. seine Forderung, für die Kinder der Armen Institutionen zu schaffen, in denen sie vor Vernachlässigung des Geistes bewahrt, des körperlichen Wohlbefindens und der Sittlichkeit gefördert werden.
Ferner rief er 1843, ebenfalls in Wien, die erste Israelitische Kinderbewahranstalt ins Leben. 1860 wurde Wertheimer aufgrund seiner philanthropischen Aktivitäten und seiner Verdienste um die österreichische Wirtschaft zum Ritter des Franz-Joseph-Ordens ernannt. Im Jahre 1868 gehörte er zu den Mitbegründern der ersten österreichischen Privat-Bildungsanstalt für Kindergärtnerinnen, Wien-Leopoldstadt, Schiffamtsgasse 15, die sich eines regen Zuspruchs erfreute, „darunter Schülerinnen aus Bayern, Württemberg und Russland.“
1864–1867 war er Präsident der Wiener Kultusgemeinde; er gehörte auch zu den Begründern der Wiener Rettungsgesellschaft. Er war schriftstellerisch tätig (Dramen, historische und pädagogische Schriften), veröffentlichte eine "Geschichte der Juden in Österreich" (2 Bände, 1842) und das Werk "Die Stellung der Juden in Österreich" (1852). Er setzte sich für die Emanzipation der Juden ein und kämpfte für freie Berufswahl und Gleichberechtigung.
Wertheimer gründete im Jahr 1872 nach dem Vorbild der Alliance Israélite Universelle die Israelitische Allianz in Wien, eine jüdische Kultur- und Hilfsorganisation, die sich für verfolgte Juden besonders in Osteuropa und auf dem Balkan einsetzte, dem damaligen Einfluss- und Einzugsgebiet Österreich-Ungarns.
Sein Ehrengrab befindet sich im alten israelitischen Teil des Wiener Zentralfriedhofes, Tor 1, Gruppe 6, Reihe 1, Nr. 3. In diesem Grab ruht auch seine Gattin Henriette von Wertheimer (geb. Ullmann). Sie führte gemeinsam mit ihrem Mann einen bekannten Wiener Salon, in dem unter anderem Eduard von Bauernfeld, Franz Grillparzer, Ludwig August Frankl und Ernst von Feuchtersleben verkehrten.

## Werke
- Wilderspin, S.: Ueber die frühzeitige Erziehung der Kinder und die englischen Klein-Kinder-Schulen, oder Bemerkungen über die Wichtigkeit, die kleinen Kinder der Armen von anderthalb bis sieben Jahren zu erziehen … Übersetzt von J. Wertheimer. Wien 1826 Digitalisat
- Die Juden in Oesterreich. Vom Standpunkte der Geschichte, des Rechts und des Staatsvortheils. In drei Büchern. Mayer & Wigand, Leipzig 1842; Digitalisat Bd. 1